# Iván Ruiz
Iván Benito Ruíz Cuesta (Camagüey, 26 marzo 1977) è un pallavolista cubano naturalizzato italiano.
Gioca nel ruolo di schiacciatore.

## Carriera
Cresciuto sportivamente a Cuba, nel 1998 vince una World League con la nazionale cubana. Gioca nelle file della Wild Grottazzolina la stagione 1998-99 e nelle file del Porto Ravenna Volley la stagione 1999-00. La stagione successiva ritorna a Cuba dove vince, nel 2001, la Grand Champions Cup.
Dopo l'abbandono della nazionale viene tesserato, nella stagione 2003-04, dalla Wild Grottazzolina, squadra con cui gioca per due stagioni. La stagione 2005-06 passa alla 4 Torri Ferrara. La stagione successiva passa alla Sparkling Volley Milano con cui vince il campionato di Serie A2 e la Coppa Italia di Serie A2. La stagione 2007-08 viene ingaggiato dalla Top Team Mantova dove gioca per tre stagioni, venendo, inoltre, convocato, nella selezione dei migliori giocatori della Serie A2 nell'All Star Game 2007.
Nella stagione 2010-11 ritorna a giocare in Serie A1, ingaggiato dalla Pallavolo Piacenza. La stagione successiva ritorna in Serie A2, tesserato dalla Pallavolo Genova. Nella stagione 2012-13 gioca per il neopromosso Volley Brolo, mentre in quella successiva è alla Materdomini Volley di Castellana Grotte.

## Palmarès

### Club
- Coppa Italia di Serie A2: 1

2006-07

### Nazionale (competizioni minori)
- Giochi centramericani e caraibici 1998